# Petrovaradin
Petrovaradin (in serbo Петроварадин?, in ungherese Pétervárad, in tedesco Peterwardein, storicamente conosciuta in italiano come Petervaradino) è una delle due municipalità in cui è divisa la città di Novi Sad, in Serbia.

## Geografia fisica

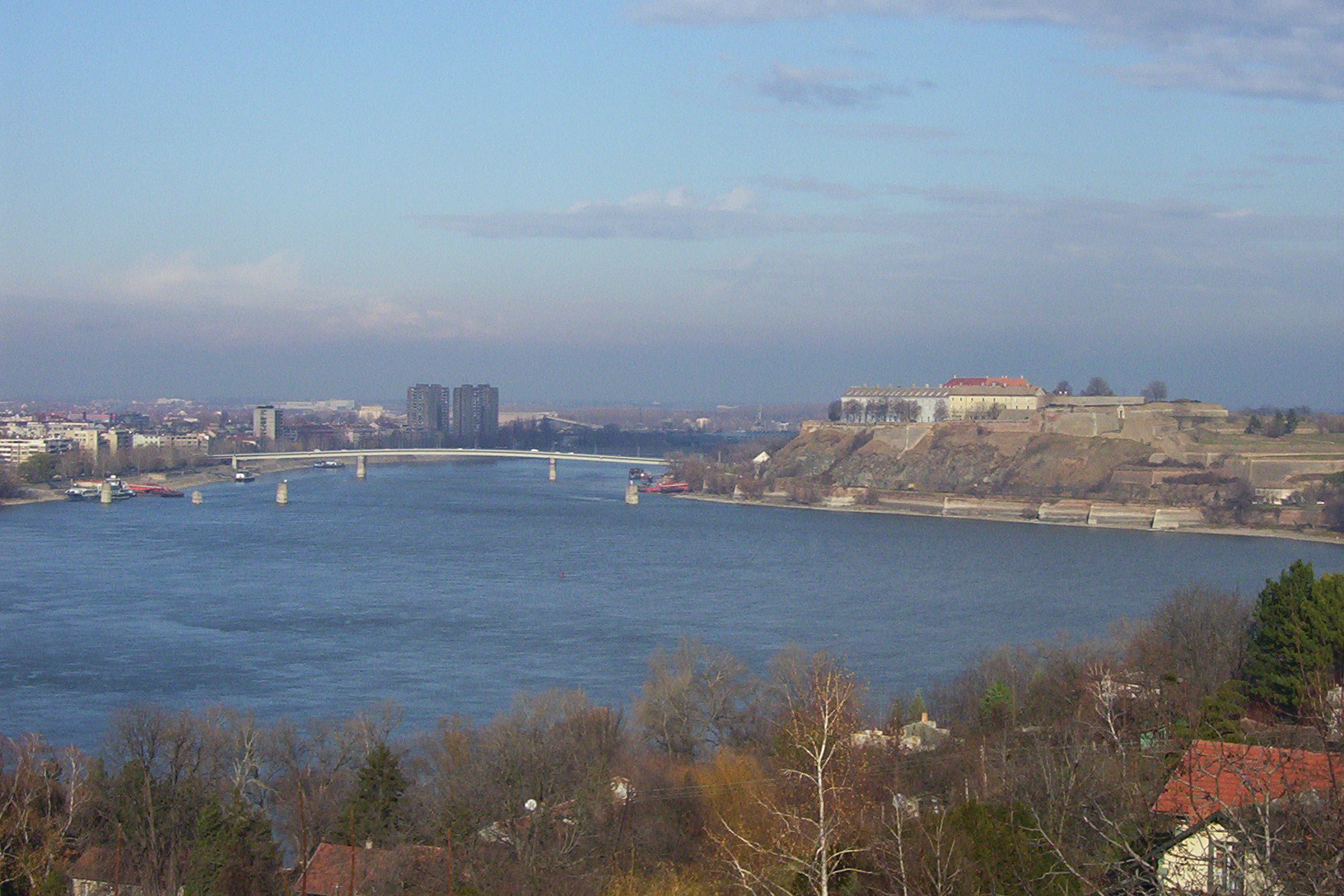
Veduta di Novi Sad e Petrovaradin

La municipalità di Petrovaradin occupa circa il 30% dell'area della città di Novi Sad, e si trova nel distretto della Sirmia, nella Regione della Voivodina.
Il suo territorio è diviso in tre aree morfologiche: la pianura alluvionale del Danubio, i rilievi della Fruška Gora e gli altopiani sedimentari di löss.
La maggior parte del territorio extraurbano della municipalità si trova all'interno del Parco nazionale della Fruška Gora.

### Suddivisione territoriale

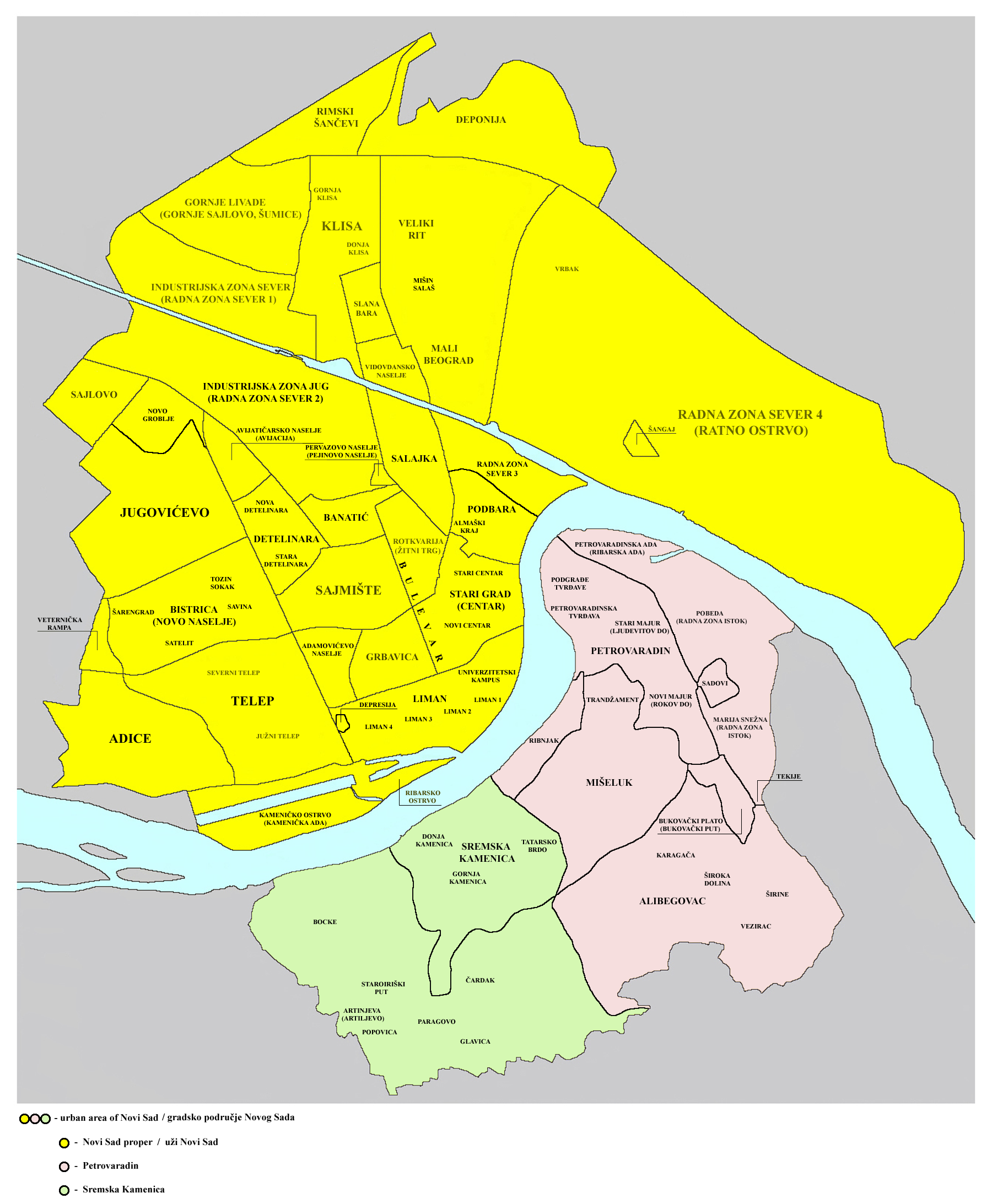
Divisione amministrativa di Novi Sad

Lo status di municipalità di cui gode Petrovaradin è più che altro simbolico. Nel 2002 è stato approvato il nuovo Statuto della città metropolitana di Novi Sad, in cui se ne stabilisce la suddivisione in due municipalità distinte. Il potere politico e amministrativo, però, è gestito dall'amministrazione della metropoli.
Il territorio di Petrovaradin è suddiviso in cinque zone: le città di Petrovaradin e Sremska Kamenica e i sobborghi di Bukovac, (Novi) Ledinci e Stari Ledinci. A loro volta, ogni zona è suddivisa in diversi quartieri.

## Società

### Evoluzione demografica

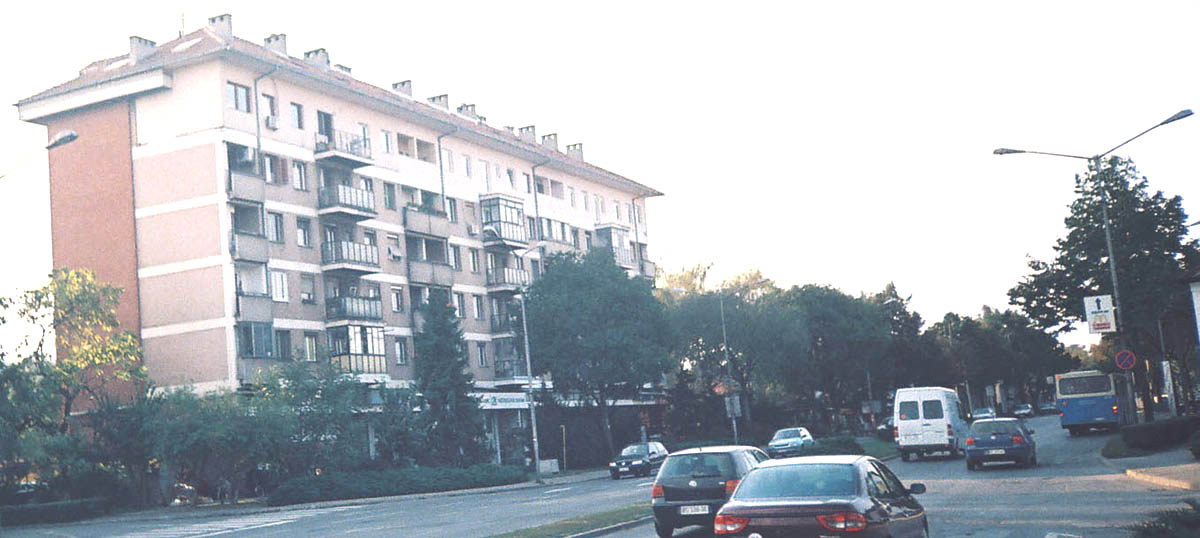
Moderni caseggiati a Petrovaradin

Nel 1961 Petrovaradin aveva 8 408 abitanti. Lo sviluppo economico legato all'industria fece giungere nei decenni successivi a Novi Sad molti residenti delle zone rurali di tutta la Serbia. Una gran parte di costoro andò ad abitare nel territorio di Petrovaradin che nel 2000, secondo il censimento contava più di 31.000 cittadini. La composizione etnica degli abitanti della municipalità vede una predominanza di Serbi che sono il 69%, seguiti dai Croati (9,7%), dagli Jugoslavi (coloro che hanno deciso di non dichiararsi appartenenti a nessuno specifico gruppo etnico dopo la dissoluzione della Jugoslavia), dagli Ungheresi, dai Montenegrini e da altri.

## Storia

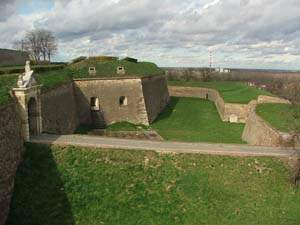
Mura della fortezza di Petrovaradin

All'inizio del I secolo a.C. l'area di Petrovaradin era abitata dai Celti. I Romani nel I secolo si sostituirono ad essi nel controllo della zona, e costruirono un accampamento fortificato che chiamarono Cusum. Eressero anche un punto di osservazione sulla collina a strapiombo sul Danubio per controllare i confini dell'Impero. Nel V secolo l'area subì devastazioni da parte degli Unni; con la caduta dell'Impero romano d'Occidente, i Bizantini rinsaldarono i confini del loro stato: la roccaforte romana di Cusum venne ingrandita, e prese il nome di Petrikon (secondo la leggenda in onore di Pietro l'Eremita, che vi avrebbe radunato i soldati della prima crociata).

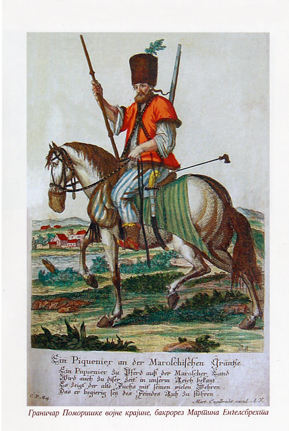
Soldato di frontiera austriaco del XVIII secolo

Nel IX secolo la Pannonia, nel cui territorio rientrava Petrikon, fu conquistata dagli Ungheresi; nel 1235 il Re Bela IV fece stabilire nella cittadina alcuni monaci cistercensi provenienti dalla Francia che ampliarono la fortezza: in questo periodo Petrovaradin (chiamata in lingua ungherese, Pétervárad) divenne un importante insediamento anche per la sua posizione strategica sul Danubio che ne favoriva l'attività commerciale. Nel 1521 cadde sotto il dominio turco: in questo periodo furono costruite tre moschee, e la popolazione serba conviveva, come minoranza, con un gran numero di famiglie musulmane. Fu riconquistata dall'Austria che ne ingrandì le fortificazioni, nel 1687. Il 5 agosto 1716 il principe Eugenio di Savoia, comandante dell'esercito imperiale, vi sconfisse nella battaglia di Petervaradino i Turchi del gran visir Silahdar Damat Ali Pascià, che perì nella stessa battaglia. Di tale battaglia resta, nella cattedrale di San Martino a Lucca uno storico trofeo (si veda Famiglia Orsetti).
Durante il dominio asburgico, Petrovaradin fu parte della Frontiera militare austriaca, il cordone sanitario creato per fronteggiare l'espansione ottomana, e la sua fortezza fu ulteriormente rafforzata: all'inizio del XIX secolo era presidiata da 4 000 soldati ed era dotata di 400 cannoni. Fu da lì che nel 1849 il generale ungherese Pavle Kis, in rivolta contro l'amministrazione austriaca, bombardò la città di Novi Sad distruggendola per due terzi. Gli insorti ungheresi dovettero tuttavia arrendersi il 1º settembre dello stesso anno e il 5 dello stesso mese l'esercito austriaco si reimpossessò della piazzaforte.
Nel 1918 con la dissoluzione degli imperi austro-ungarico e ottomano, Petrovaradin entrò nel Regno di Jugoslavia e divenne parte del banato del Danubio (Дунавска бановина, Dunavska banovina). Dal 1941 al 1944, durante la seconda guerra mondiale, fu inglobata nello Stato Indipendente di Croazia, formato dalle Potenze dell'Asse. Dalla fine della guerra è parte della provincia autonoma della Voivodina, inserita nel comune di Novi Sad di cui condivise lo sviluppo industriale ed economico del periodo jugoslavo e i danni provocati dai bombardamenti della NATO del 1999.

## Cultura e turismo

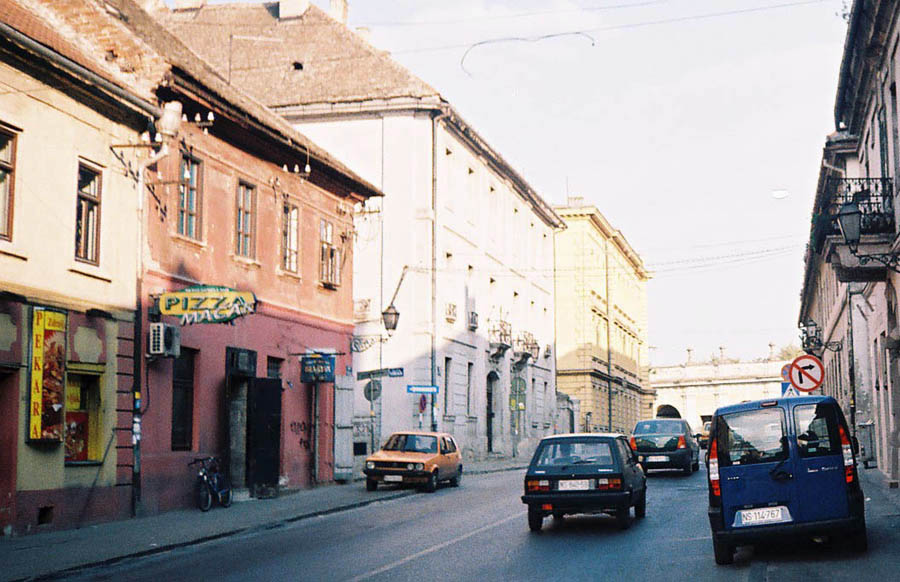
Centro di Petrovaradin

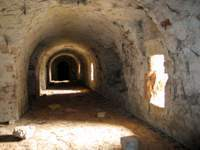
Gallerie della fortezza

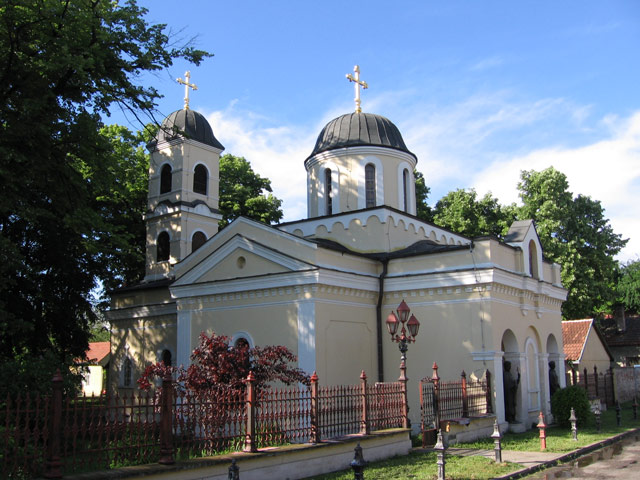
Centro di Petrovaradin

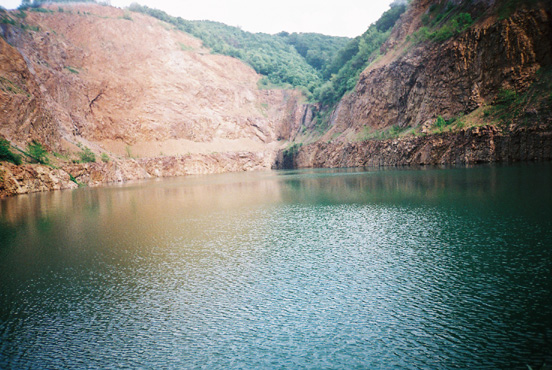
Lago di Ledinci (Ledinačko jezero)

La zona antica della città presenta edifici storici di interesse culturale e turistrico, in particolare alcune chiese, sia ortodosse che cattoliche.

### Fortezza
La più importante attrattiva turistica è la Fortezza (Петроварадинска тврђава, Petrovaradinska tvrđava). Dopo le prime piccole fortificazioni celtiche, romane e bizantine, nel 1252 fu portata a termine la prima vera rocca di Petrovaradin, sotto il dominio ungherese.
La costruzione fu completamente portata a termine nel 1780 dopo aver assistito ad importantissimi eventi bellici. Oggi è tra le più grandi fortezze in Europa: si estende su 12 ettari ed ha circa 16 km di tunnel. Non ha più una destinazione difensiva, ma ospita numerose attività culturali, primo tra tutti il festival musicale EXIT che si tiene nel mese di giugno, dall'anno 2000. È visitabile: si possono percorrere le sue trincee ed entrare negli edifici che la compongono, uno dei quali è la torre di Ludwig Badenski che è un po' il simbolo della città col suo grande orologio.
Altra meta turistica è il parco nazionale della Fruška Gora. Nel villaggio di Ledinci, c'è il lago omonimo, visitato nelle stagioni calde da numerose famiglie. Da Petervaradino iniziano diversi percorsi naturali all'interno del parco, e si possono visitare gli stessi insediamenti rurali della municipalità: piccoli centri urbani circondati dall'aperta campagna.